# Lysania sabahensis
Espèce
Lysania sabahensis est une espèce d'araignées aranéomorphes de la famille des Lycosidae.

## Distribution
Cette espèce est endémique du Sabah en Malaisie,.

## Étymologie
Son nom d'espèce, composé de sabah et du suffixe latin -ensis, « qui vit dans, qui habite », lui a été donné en référence au lieu de sa découverte, le Sabah.

## Publication originale
- Lehtinen & Hippa, 1979 : Spiders of the Oriental-Australian region I. Lycosidae: Venoniinae and Zoicinae. Annales Zoologici Fennici, vol. 16, p. 1-22.